# リトルリーグ・ソフトボール・ワールドシリーズ
リトルリーグ・ソフトボール・ワールドシリーズ（英: Little League Softball World Series）は、アメリカ合衆国のリトルリーグが主催する女子ソフトボール世界大会。年齢層に応じてリトルリーグ・ソフトボール・ワールドシリーズ（9歳-12歳）、ジュニアリーグ・ソフトボール・ワールドシリーズ（12歳-14歳）、シニアリーグ・ソフトボール・ワールドシリーズ（13歳-16歳）の3大会があり、狭義には9歳-12歳の「リトルリーグ・ソフトボール・ワールドシリーズ」を指す。

## 概要
例年7月から8月頃にかけて開催される。3大会のうち、リトルリーグ・ソフトボール・ワールドシリーズはノースカロライナ州で、ジュニアリーグ・ソフトボール・ワールドシリーズはワシントン州で、シニアリーグ・ソフトボール・ワールドシリーズはデラウェア州でそれぞれ開催される。
アメリカ国内（USリージョン）からは、国内各地域の優勝チームおよび開催地の州の1チームに、国外（インターナショナルリージョン）からは、カナダ、ラテンアメリカ、アジア・パシフィック、ヨーロッパ・アフリカの各地域の優勝チームに出場権が与えられる。

## 大会

### リトルリーグ・ソフトボール・ワールドシリーズ
狭義には「リトルリーグ・ソフトボール・ワールドシリーズ」は、この大会のことを指す。例年8月にノースカロライナ州グリーンビルにあるスターリングス・スタジアム（Stallings Stadium）で開催される。かつてはオレゴン州ポートランドで開催されていた。
従来の出場枠は10チームであったが、2022年からUSリージョンのイースト地域がニューイングランド地域とミッドアトランティック地域に、ウェスト地域がノースウェスト地域とウェスト地域にそれぞれ分割され、12チームに拡大された。
リトルリーグ国際本部からの要請を受けて、日本ソフトボール協会の協力の下、2025年よりリトルリーグ・ソフトボール・ワールドシリーズのアジア・パシフィック予選に日本代表チーム（10歳-12歳）を派遣することとなった。選手構成は、単独チームもしくは都道府県単位での選抜チーム。
- 略称：LLSWS
- 出場資格：9歳-12歳
- 開始年：1974年 (51年前)
- 開催地：ノースカロライナ州グリーンビル
- 出場枠：12チーム
  -  ニューイングランド（CT、MA、ME、NH、RI、VT）
  -  ミッドアトランティック（DE、DC、MD、NJ、NY、PA）
  -  サウスイースト（AL、FL、GA、NC、SC、TN、VA、WV）
  -  セントラル（IA、IL、IN、KS、KY、MI、MO、MN、NE、ND、OH、SD、WI）
  -  サウスウェスト（AR、LA、MS、NM、OK、TX）
  -  ノースウェスト（AK、CO、ID、MT、OR、WA、WY）
  -  ウェスト（AZ、CA、HI、NV、UT）
  -  ノースカロライナ州（開催地）
  -  カナダ
  - ラテンアメリカ
  - アジア・パシフィック
  - ヨーロッパ・アフリカ

### ジュニアリーグ・ソフトボール・ワールドシリーズ
- 略称：JLSWS
- 出場資格：12歳-14歳
- 開始年：1999年 (26年前)
- 開催地：ワシントン州カークランド
- 出場枠：10チーム
  -  イースト（CT、DE、DC、MA、ME、MD、NH、NJ、NY、PA、RI、VT）
  -  サウスイースト（AL、FL、GA、NC、SC、TN、VA、WV）
  -  セントラル（IA、IL、IN、KS、KY、MI、MO、MN、NE、ND、OH、SD、WI）
  -  サウスウェスト（AR、LA、MS、NM、OK、TX）
  -  ウェスト（AK、AZ、CA、CO、HI、ID、MT、NV、OR、UT、WA、WY）
  -  ワシントン州（開催地）
  -  カナダ
  - ラテンアメリカ
  - アジア・パシフィック
  - ヨーロッパ・アフリカ

### シニアリーグ・ソフトボール・ワールドシリーズ
- 略称：SLSWS
- 出場資格：13歳-16歳
- 開始年：1976年 (49年前)
- 開催地：デラウェア州フランクフォード（英語版）
- 出場枠：10チーム
  -  イースト
  -  サウスイースト
  -  セントラル
  -  サウスウェスト
  -  ウェスト
  -  デラウェア州（開催地）
  -  カナダ
  - ラテンアメリカ
  - アジア・パシフィック
  - ヨーロッパ・アフリカ

### ビッグリーグ・ソフトボール・ワールドシリーズ
当初よりミシガン州カラマズーで開催されてきたが、2013年以降はシニアリーグ・ソフトボール・ワールドシリーズと同会場（デラウェア州）へ移転。2016年の開催を最後に大会廃止。
- 略称：BLSWS
- 出場資格：14歳-18歳
- 開始年：1982年、終了年：2016年
- 開催地：－
- 出場枠：－